# Horno chileno

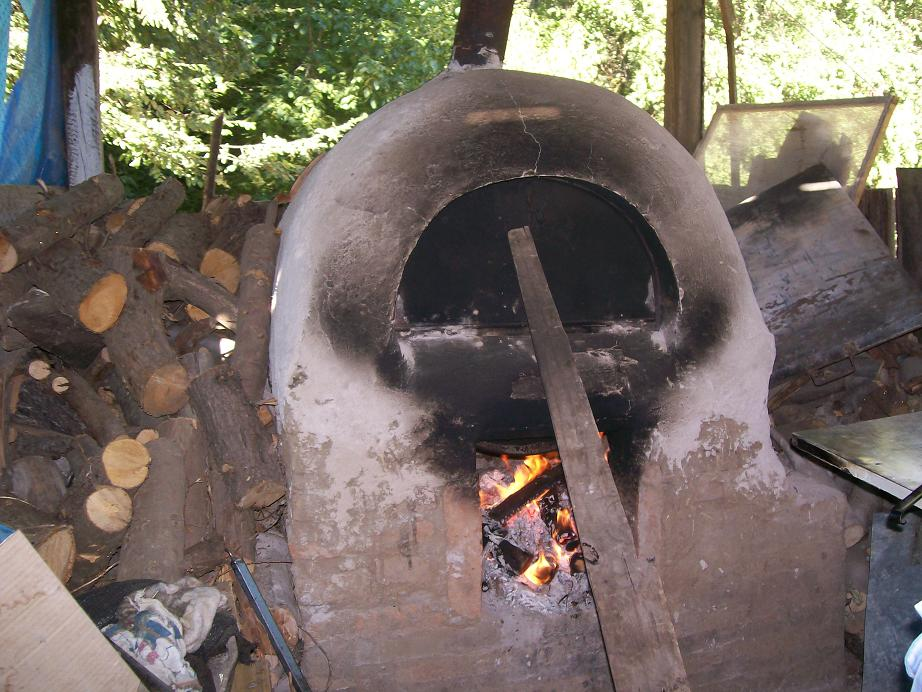
Horno chileno durante la cocción

El horno chileno es un tipo de horno de mampostería tradicional de Chile que consta de un cilindro de hierro en donde se cocina el alimento, sostenido por una estructura de ladrillo y barro.

## Características

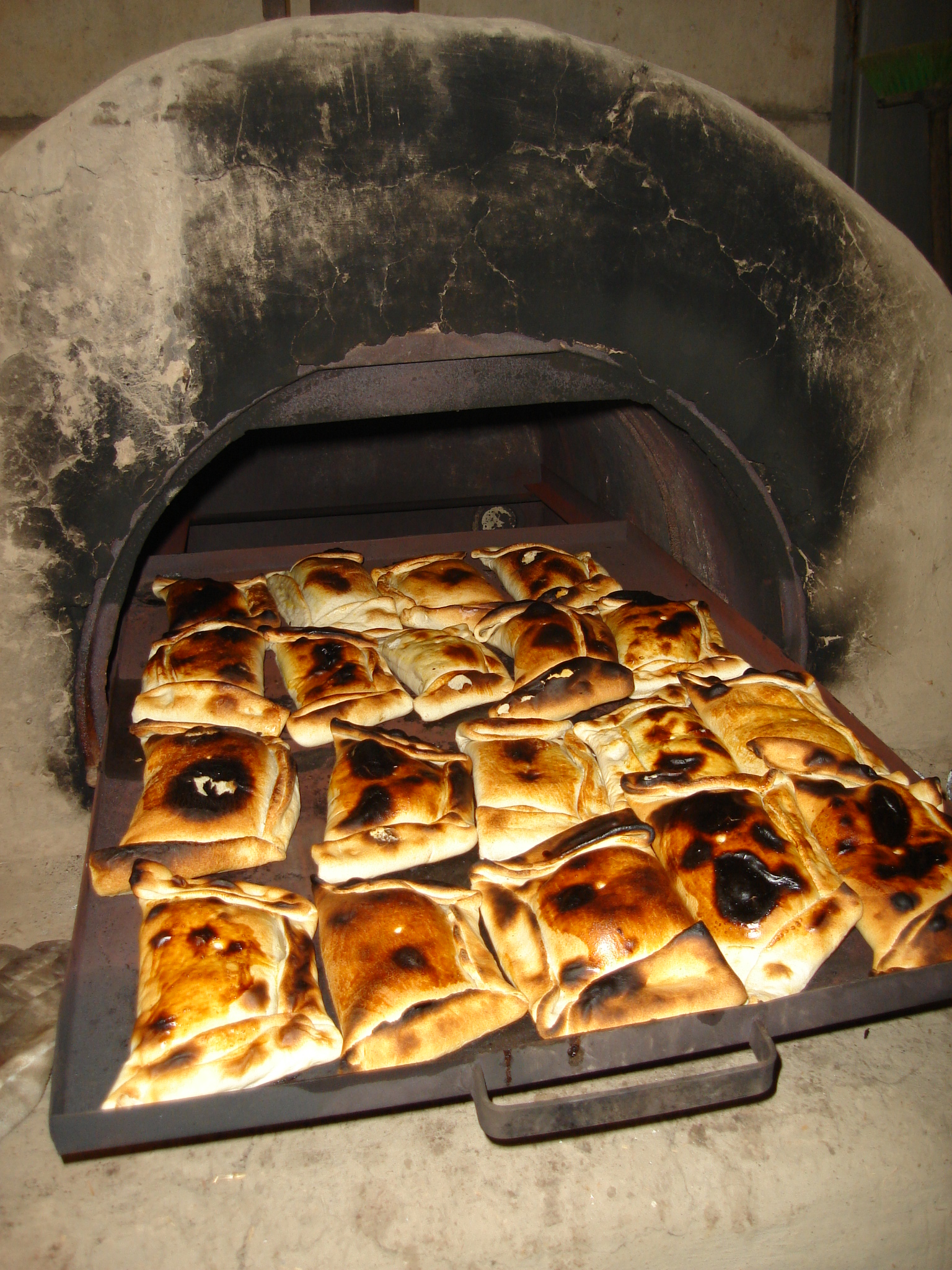
Empanadas de pino listas.

El horno tiene un quemador donde la leña entra en combustión liberando la energía, en forma de calor, que tiene concentrada y guardada, y no entra en contacto directo con los alimentos. El fuego asciende y el calor generado va envolviendo el recipiente de fundición, calentando gradualmente y permitiendo que también el descenso de la temperatura sea gradual, pues se mantiene y sustenta por bastante tiempo, dando la ventaja de cocinar con la temperatura alcanzada, sin necesidad de quemar más leña. Es ideal para cocinar grandes cantidades de comida, ya que se suele construir con los tambores de chapa de 200 litros. Está distribuido internacionalmente y también es conocido como «horno de alto rendimiento», «horno de tambor», «horno ecológico» u «horno económico».